# Nel Büch
Pour les articles homonymes, voir Büch.
Petronella Büch, dite Nel Büch, est une sprinteuse néerlandaise, née le 6 décembre 1931 à Amsterdam et morte dans la même ville le 5 février 2013.
Elle a notamment participé aux Jeux olympiques de 1952 à Helsinki, où elle a terminé 6e avec l'équipe du relais 4 × 100 m (47,8 s). Auparavant, avec ses coéquipières Puck Brouwer, Wilhelmina Lust et Grietje de Jongh, elle a battu le record national durant les séries en 47,1 s. Durant ces Jeux, elle a aussi concouru pour le 100 m, terminant 3e de sa série en 12,6 s.
Avec son club de Sagitta, elle a remporté cinq titres de championne nationale en relais 4 × 100 m. En 1953, elle a établi son record personnel sur 100 m en 12,1 s.